# 가자마 야히로
가자마 야히로(일본어: 風間 八宏, 1961년 10월 16일 ~ )는 일본의 전직 축구 선수 및 축구 지도자로 선수 시절 포지션은 미드필더였다.

## 선수 시절

### 클럽
1961년 10월 16일 일본 시즈오카현 시즈오카시 출생으로 시미즈상업고등학교, 쓰쿠바 대학을 졸업한 뒤 1984년 당시 독일 레기오날리가 베스트 리그 소속팀이었던 바이어 04 레버쿠젠 리저브팀에 입단하였지만 1985년까지 단 1경기도 출전하지 못했고 그 뒤 독일 6부 리그 소속팀인 FC 렘샤이트로 이적했으나 역시 단 1경기도 출장 기회를 부여받지 못했다. 그리고 1988년 독일 2부 리그의 아인트라흐트 브라운슈바이크로 이적하여 1989년까지 15경기에 출전하였고 1988-89 시즌을 끝으로 5년간의 독일 생활을 청산한 뒤 1989년 산프레체 히로시마 입단을 통해 일본으로 돌아와 6년동안 히로시마의 주축 미드필더로 통산 166경기 13골을 기록하며 1994 시즌 리그 준우승, 1995년 일왕배 준우승 등에 혁혁한 공을 세웠으며 이후 1995년 독일 6부 리그의 FC 렘샤이트로 이적했지만 1997년까지 또 다시 1경기도 출장하지 못한 채 결국 1997년 13년간의 선수 생활을 마무리했다.

### 국가대표팀
시미즈상업고등학교 3학년에 재학 중 자국에서 열린 1979년 FIFA U-20 월드컵에 참가하여 조별리그 3경기를 모두 소화했지만 팀은 2무 1패·A조 최하위에 그치면서 조별리그 탈락의 고배를 마셨고 이후 1980년 12월 22일 싱가포르와의 1982년 FIFA 월드컵 아시아·오세아니아 지역 예선 그룹 결정전에서 국제 A매치 데뷔전을 치렀다. 그 뒤 1982년 아시안 게임과 1984년 하계 올림픽 축구 아시아 지역 예선에 출장했으며 1983년 A매치 통산 19경기 출장의 기록을 남긴 채 국가대표팀 유니폼을 반납했다.

## 지도자 시절
1998년 도인 요코하마 대학의 감독으로 첫 지도자 커리어를 시작하여 2003년까지 팀을 이끌었고 이후 2008년 모교인 쓰쿠바 대학의 감독으로 2012년까지 팀을 이끌었다. 그리고 2012년 4월 23일 J1리그 소속팀인 가와사키 프론탈레의 감독을 맡아 2번의 리그 3위(2013년, 2016년)와 2016년 일왕배 준우승을 지휘했고 2017년 J2리그의 나고야 그램퍼스의 감독으로 부임하여 2017 시즌 리그 3위 및 2018 시즌 1부 리그 승격을 이끌었다. 이후 2018 시즌 1부 리그에서 12승 5무 17패·리그 15위로 리그 잔류에 성공했고 2019 시즌에서도 9승 10무 15패·리그 13위로 2시즌 연속 1부 리그 잔류를 이끈 뒤 2019년 9월 23일 나고야의 감독직에서 물러났다.

## 통계
| 일본 | 일본 | 일본 |
| 연도 | 출전 | 득점 |
| ---- | ---- | ---- |
| 1980 | 4    | 0    |
| 1981 | 8    | 0    |
| 1982 | 4    | 0    |
| 1983 | 3    | 0    |
| 통산 | 19   | 0    |